# Саймон, Мэтт
Мэттью Блейк Саймон (англ. Matthew Blake Simon; 21 июля 1986, Сидней, Австралия) — австралийский футболист, полузащитник. Участник Олимпийских игр 2008 в Пекине. Лучший бомбардир «Сентрал Кост Маринерс» в истории (59). В клубе за ним закреплён номер 19.

## Клубная карьера
Саймон — воспитанник клуба «Сентрал Кост Маринерс». В 2006 году он дебютировал за команду в А-Лиге, после того Ник Мрджа получил тяжёлую травму колена и выбыл на неопределённый срок. 15 августа 2008 года в матче против «Ньюкасл Юнайтед Джетс» он забил свой первый гол за «Маринерс». В том же году Мэтт помог команде стать серебряным призёром первенства.
В начале 2012 года Саймон перешёл в южнокорейский «Чоннам Дрэгонз», подписав трёхлетний контракт. Сумма трансфера составила 400 тыс. долларов. 5 марта в матче против Канвона он дебютировал в К-Лиге. Мэтт не смог адаптироваться в новой стране, поэтому через год вернулся в «Сентрал Кост Маринерс» за половину суммы.
Летом 2015 года Саймон перешёл в «Сидней». 10 октября в матче против «Мельбурн Виктори» он дебютировал за новую команду. 31 октября в поединке против своего бывшего клуба «Сентрал Кост Маринерс Мэтт» сделал «дубль», забив свои первые голы за «Сидней». В 2017 году он помог клубу выиграть чемпионат.

## Международная карьера
В 2008 году в составе молодёжной сборной Австралии Саймон принял участие в Олимпийских играх в Пекине. На турнире он сыграл в матчах группового этапа против команды Кот-д’Ивуара.
28 января 2009 года в матче отборочного турнира против сборной Индонезии Мэтт дебютировал за сборную Австралии.

## Достижения
Командные
 «Сидней»
- Чемпионат Австралии по футболу — 2016/2017